# Liste der Bischöfe und Erzbischöfe von Berlin

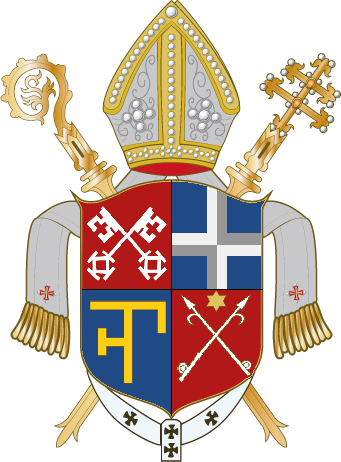
Bistumswappen

Das Bistum Berlin wurde am 13. August 1930 durch Papst Pius XI. gegründet und am 27. Juni 1994 durch Papst Johannes Paul II. zum Erzbistum Berlin erhoben. Vor 1930 gehörte die preußische Provinz Brandenburg zum Bistum Breslau. Dann wurde Berlin Suffraganbistum des (neuen) Erzbistums Breslau. Erst 1972 konnte eine Neuregelung bezüglich der Diözesangrenzen getroffen werden, und das Bistum war nicht mehr Suffragan Breslaus, sondern exemt.
Das Bistumswappen verweist auf die im 16. Jahrhundert aufgelösten Bistümer Brandenburg (auf rotem Grund 2 gekreuzte weiß/silberne Schlüssel St. Petrus, Bistumspatron), Havelberg (auf blauem Grund weiß/silbernes Kreuz), Cammin (Pommern) (auf blauem Grund ein goldenes Runenzeichen, sog. pommersches Kreuz) und Lebus (auf rotem Grund zwei gekreuzte weiße oder silberne Bootshaken, überhöht von einem goldenen Stern) auf deren Grund das heutige Erzbistum Berlin 1930 gegründet wurde.

## Bischöfe
Die folgenden Personen waren Bischöfe des Bistums Berlin:
| Nr. | Bischof                      | von  | bis  | Beschreibung | Darstellung | Wappen |
| --- | ---------------------------- | ---- | ---- | --- | ----------- | ------ |
| 1   | Christian Schreiber          | 1930 | 1933 | * 3. August 1872 in Somborn, am 28. Oktober 1898 in Fulda zum Priester geweiht, am 12. August 1923 zum Bischof von Meißen ernannt, konsekr. am 12. September 1921, am 13. August 1930 Bischof von Berlin, † 1. September 1933 |             |        |
| 2   | Nikolaus Bares               | 1933 | 1935 | * 24. Januar 1871 in Idenheim, am 30. März 1895 in Trier zum Priester geweiht, am 15. Januar 1929 zum Bischof von Hildesheim ernannt, konsekr. am 24. Februar 1929, am 27. Oktober 1933 Bischof von Berlin, † 1. März 1935 |             |        |
| 3   | Konrad Kardinal von Preysing | 1935 | 1950 | * 30. August 1880 im Schloss Kronwinkl bei Landshut, am 29. Juli 1912 in Freising zum Priester geweiht, am 9. September 1932 zum Bischof von Eichstätt ernannt, konsekr. am 28. Oktober 1932, am 5. Juli 1935 Bischof von Berlin, am 15. Oktober 1935 auch Apostolischer Administrator von Meißen, am 18. Februar 1946 zum Kardinal kreiert, † 21. Dezember 1950                |             |        |
| 4   | Wilhelm Weskamm              | 1951 | 1956 | * 13. Mai 1891 in Helsen, am 3. April 1914 in Paderborn zum Priester geweiht, am 12. Oktober 1949 zum Titularbischof von Rhandus und zum Weihbischof in Paderborn ernannt, konsekr. am 30. November 1949, am 4. Juni 1951 Bischof von Berlin, † 21. August 1956 |             |        |
| 5   | Julius Kardinal Döpfner      | 1957 | 1961 | * 26. August 1913 in Hausen, am 29. Oktober 1939 in Würzburg zum Priester geweiht, am 11. August 1948 zum Bischof von Würzburg ernannt, konsekr. am 14. Oktober 1948, am 15. Januar 1957 Bischof von Berlin, am 15. Dezember 1958 zum Kardinal kreiert, am 3. Juli 1961 Erzbischof von München und Freising, † 24. Juli 1976                                                    |             |        |
| 6   | Alfred Kardinal Bengsch      | 1961 | 1979 | * 10. September 1921 in Berlin, am 2. April 1950 zum Priester geweiht, am 2. Mai 1959 zum Titularbischof von Tubia und zum Weihbischof in Berlin ernannt, konsekr. am 11. Juni 1959, am 16. August 1961 Bischof von Berlin (am 14. Januar 1962 auf Lebenszeit zum Erzbischof ernannt), am 26. Juni 1967 zum Kardinal kreiert, † 13. Dezember 1979                               |             |        |
| 7   | Joachim Kardinal Meisner     | 1980 | 1988 | * 25. Dezember 1933 in Breslau, am 22. Dezember 1962 in Erfurt zum Priester geweiht, am 17. März 1975 zum Titularbischof von Vina und zum Weihbischof in Erfurt ernannt, geweiht am 17. Mai 1975, am 22. April 1980 Bischof von Berlin, am 2. Februar 1983 Kardinal, am 20. Dezember 1988 Erzbischof von Köln, am 28. Februar 2014 aus Altersgründen emeritiert, † 5. Juli 2017 |             |        |
| 8   | Georg Kardinal Sterzinsky    | 1989 | 1994 | ab 1994 Erzbischof von Berlin, siehe unten |             |        |

## Erzbischöfe
| Nr. | Erzbischof                   | von  | bis  | Beschreibung | Darstellung | Wappen |
| --- | ---------------------------- | ---- | ---- | --- | ----------- | ------ |
| 1   | Georg Kardinal Sterzinsky    | 1994 | 2011 | * 9. Februar 1936 in Warlack, am 29. Juni 1960 in Erfurt zum Priester geweiht, am 28. Mai 1989 zum Bischof von Berlin ernannt, Bischofsweihe 9. September 1989, am 28. Juni 1991 zum Kardinal kreiert, am 27. Juni 1994 Erzbischof von Berlin, † 30. Juni 2011 |             |        |
| 2   | Rainer Maria Kardinal Woelki | 2011 | 2014 | * 18. August 1956 in Köln-Mülheim, am 14. Juni 1985 in Köln zum Priester geweiht, am 24. Februar 2003 zum Weihbischof in Köln ernannt, Bischofsweihe 30. März 2003, am 2. Juli 2011 zum Erzbischof von Berlin ernannt, Amtseinführung am 27. August 2011, am 18. Februar 2012 zum Kardinal kreiert, am 11. Juli 2014 zum Erzbischof von Köln ernannt und am 20. September 2014 eingeführt |             |        |
| 3   | Heiner Koch                  | 2015 |      | * 13. Juni 1954 in Düsseldorf, am 13. Juni 1980 in Köln zum Priester geweiht, am 17. März 2006 zum Weihbischof in Köln ernannt, Bischofsweihe 7. Mai 2006, Ernennung zum Bischof von Dresden-Meißen am 18. Januar 2013, am 8. Juni 2015 zum Erzbischof von Berlin ernannt, Amtseinführung am 19. September 2015                                                                           |             |        |